# Насиров Фатхулла Расулович
Фатхулла Расулович Насиров (1911, місто Ташкент, тепер Узбекистан — 17 грудня 1956, місто Ташкент, тепер Узбекистан) — радянський узбецький діяч, 1-й секретар Хорезмського обкому КП(б) Узбекистану, заступник голови Ради міністрів Узбецької РСР. Депутат Верховної ради Узбецької РСР 2—4-го скликань.

## Життєпис
З 1928 року навчався в робіничому політехнікумі в Ташкенті.
У 1937 році закінчив Ленінградський інститут інженерів промислового будівництва, інженер-будівельник.
З 1937 року — інженер, начальник Беговатської будівельної контори Народного комісаріату комунального господарства Узбецької РСР. Член ВКП(б).
Потім служив в інженерних військах Червоної армії. Після демобілізації до 1941 року працював інженером-проєктувальником у військовому відомстві.
У 1941—1944 роках — завідувач відділу Ташкентського обласного комітету КП(б) Узбекистану; секретар Фрунзенського районного комітету КП(б) Узбекистану міста Ташкента; 1-й секретар Октябрського районного комітету КП(б) Узбекистану міста Ташкента; партійний організатор ЦК ВКП(б) на будівництві Фархадської ГЕС; 2-й секретар Бухарського обласного комітету КП(б) Узбекистану.
У 1944—1947 роках — 1-й секретар Хорезмського обласного комітету КП(б) Узбекистану.
У 1947—1951 роках — заступник голови Ради міністрів Узбецької РСР.
Одночасно в 1948—1950 роках — міністр текстильної і легкої промисловості Узбецької РСР.
У 1951—1953 роках — міністр бавовництва Узбецької РСР.
У 1953 році — заступник голови Ради міністрів Узбецької РСР.
У 1953 — 17 грудня 1956 року — міністр текстильної промисловості Узбецької РСР.
Помер 17 грудня 1956 року в Ташкенті.

## Нагороди
- орден Леніна
- орден Трудового Червоного Прапора
- орден Червоної Зірки
- орден «Знак Пошани»
- медалі
- Почесні грамоти Президії Верховної ради Узбецької РСР